# هانس يوهانسون (لاعب باندي)
هانس يوهانسون (بالسويدية: Hans Elis Johansson)‏ هو لاعب باندي ‏ سويدي، ولد في 23 أبريل 1962.